# District judiciaire de Medina del Campo
Le district judiciaire de Medina del Campo (espagnol : Partido judicial de Medina del Campo), est l'un des trois districts judiciaires qui composent la province de Valladolid.

## Communes
| - Aguasal - Alaejos - Alcazarén - Almenara de Adaja - Ataquines - Bobadilla del Campo - Bocigas - Brahojos de Medina - El Campillo - Carpio - Castrejón de Trabancos - Castronuño - Cervillego de la Cruz - Fresno el Viejo - Fuente el Sol - Fuente-Olmedo | - Hornillos de Eresma - Llano de Olmedo - Lomoviejo - Matapozuelos - Medina del Campo - Mojados - Moraleja de las Panaderas - Muriel de Zapardiel - Nava del Rey - Nueva Villa de las Torres - Olmedo - Pozal de Gallinas - Pozaldez - Puras - Ramiro - Rubí de Bracamonte | - Rueda - Salvador de Zapardiel - San Pablo de la Moraleja - San Vicente del Palacio - La Seca - Serrada - Siete Iglesias de Trabancos - Torrecilla de la Orden - Valdestillas - Velascálvaro - Ventosa de la Cuesta - Villafranca de Duero - Villanueva de Duero - Villaverde de Medina - La Zarza |